# Longitarsus manfredi
Longitarsus manfredi es un coleóptero de la familia Chrysomelidae. Fue descrita científicamente en 2004 por Fritzlar.